# Liste de films perdus
Pour un article plus général, voir Film perdu.

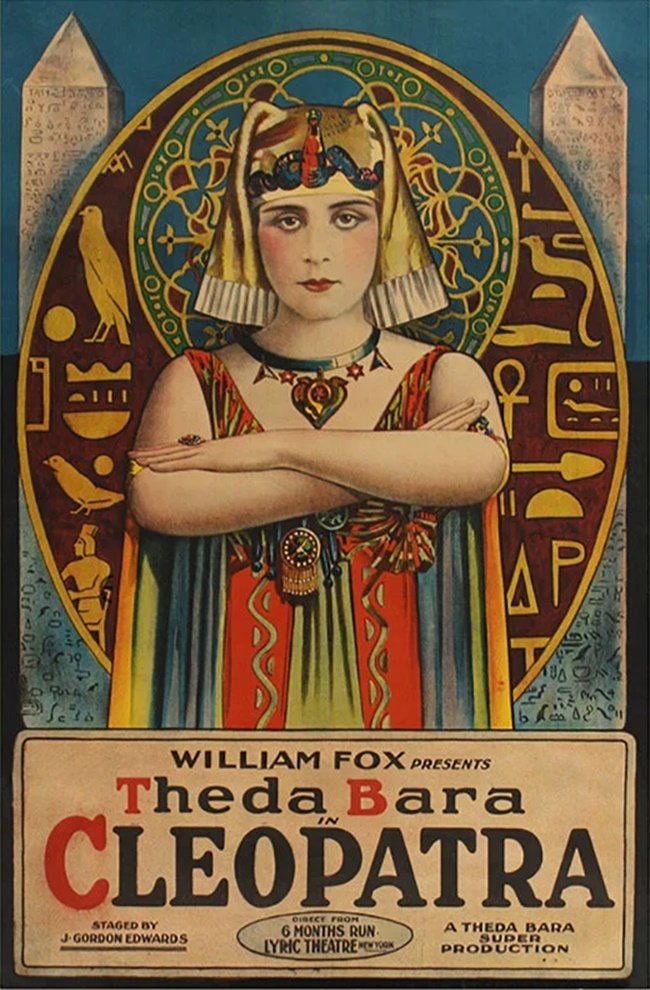
Affiche du film Cléopâtre (1917), dont il ne reste que quelques fragments, les pellicules ayant brûlé dans un incendie de la Fox.

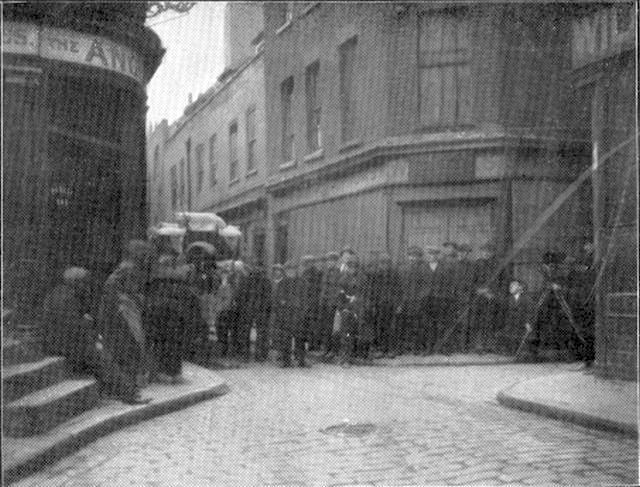
Photo rare, prise en 1922, lors du tournage de Number Thirteen d'Alfred Hitchcock. Le film resta inachevé et les scènes tournées sont considérées comme perdues.

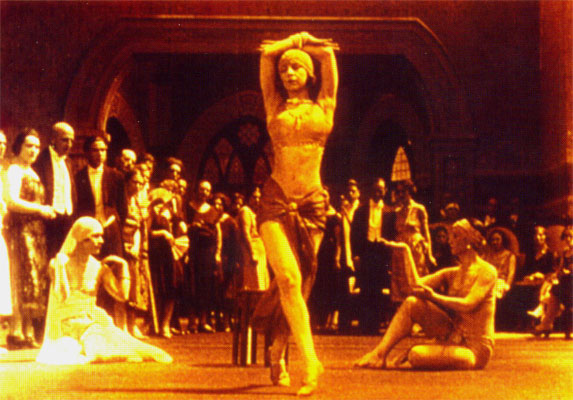
Prise de vue du film colombien Garras de oro (1926), considéré comme perdu même s'il en subsiste quelques photographies.

Voici une liste de films répertoriés comme perdus :

## Les années 1890
| Année | Titre                                     | Réalisateur         | Distribution     | Note                                      | Source |
| ----- | ----------------------------------------- | ------------------- | ---------------- | ----------------------------------------- | ------ |
| 1895  | Sidewalks of New York, The                | Latham, Otway       |                  |                                           | (en)   |
| 1895  | Young Griffo vs. Battling Charles Barnett | Latham, Otway       |                  |                                           | (en)   |
| 1896  | Arrivée d'un train gare de Joinville      | Méliès, George      |                  |                                           | (en)   |
| 1896  | Arrivée d'un train gare de Vincennes      | Méliès, George      |                  |                                           | (en)   |
| 1896  | Arroseur, L'                              | Méliès, George      |                  |                                           | (en)   |
| 1896  | Barque sortant du port de Trouville       | Méliès, George      |                  |                                           | (en)   |
| 1896  | Bateau-mouche sur la Seine                | Méliès, George      |                  |                                           | (en)   |
| 1896  | Bébé et Fillettes                         | Méliès, George      |                  |                                           | (en)   |
| 1896  | Dessinateur : Chamberlain                 | Méliès, George      |                  |                                           |        |
| 1896  | Dessinateur express                       | Méliès, George      |                  |                                           |        |
| 1896  | Dessinateur : Reine Victoria              | Méliès, George      |                  |                                           |        |
| 1896  | Dessinateur : Von Bismarck                | Méliès, George      |                  |                                           |        |
| 1896  | Cortège du tsar allant à Versailles       | Méliès, George      |                  |                                           | (en)   |
| 1896  | Cortège du tsar au bois de Boulogne       | Méliès, George      |                  |                                           |        |
| 1896  | Blanchisseuses, Les                       | Méliès, George      |                  |                                           | (en)   |
| 1896  | Bois de Boulogne (Touring club) (en)      | Méliès, George      |                  |                                           | (en)   |
| 1896  | Bois de Boulogne (Porte de Madrid) (en)   | Méliès, George      |                  |                                           | (en)   |
| 1896  | Boulevard des Italiens                    | Méliès, George      |                  |                                           | (en)   |
| 1896  | Campement de bohémiens                    | Méliès, George      |                  |                                           | (en)   |
| 1896  | Chiffonnier, Le                           | Méliès, George      |                  |                                           | (en)   |
| 1896  | Le Couronnement de la rosière             | Méliès, George      |                  |                                           | (en)   |
| 1896  | Jardinier brûlant des herbes              | Méliès, George      |                  |                                           | (en)   |
| 1896  | Jetée et Plage de Trouville, 1ère partie  | Méliès, George      |                  |                                           | (en)   |
| 1896  | Jetée et Plage de Trouville, 2e partie    | Méliès, George      |                  |                                           | (en)   |
| 1896  | Jour de marché à Trouville                | Méliès, George      |                  |                                           | (en)   |
| 1896  | Panorama du Havres                        | Méliès, George      |                  |                                           | (en)   |
| 1896  | Place de l'Opéra, 1ère vue                | Méliès, George      |                  |                                           | (en)   |
| 1896  | Place de l'Opéra, 2ème vue                | Méliès, George      |                  |                                           | (en)   |
| 1896  | Place du Théâtre Français                 | Méliès, George      |                  |                                           | (en)   |
| 1896  | Plage de Villiers par gros temps          | Méliès, George      |                  |                                           | (en)   |
| 1896  | Plus fort que le maître                   | Méliès, George      |                  |                                           | (en)   |
| 1896  | Prince Napoléon                           | Doublier, Francis   |                  |                                           | (en)   |
| 1896  | Quai à Marseille, Les                     | Méliès, George      |                  |                                           | (en)   |
| 1896  | Régiment, Le                              | Méliès, George      |                  |                                           | (en)   |
| 1896  | Sauvetage en rivière, 1ère partie         | Méliès, George      |                  |                                           | (en)   |
| 1896  | Sauvetage en rivière, 2ème partie         | Méliès, George      |                  |                                           | (en)   |
| 1896  | Un lycée de jeunes filles                 | Méliès, George      |                  |                                           | (en)   |
| 1896  | Un petit diable                           | Méliès, George      |                  |                                           | (en)   |
| 1898  | Tokyo's Ginza District                    | Shibata, Tsunekichi |                  | L'un des premiers films produits au Japon | (en)   |
| 1899  | Harry Tate Grimaces                       |                     | Tate, Harry (en) |                                           | (en)   |
| 1899  | Harry Tate Impersonations                 |                     | Tate, Harry (en) |                                           | (en)   |

## Les années 1900
| Année | Titre                                        | Réalisateur                 | Distribution                           | Note                                                                     | Source |
| ----- | -------------------------------------------- | --------------------------- | -------------------------------------- | ------------------------------------------------------------------------ | --- |
| 1900  | Burlesque Attack on a Settler's Cabin        |                             | Leno, Dan Campbell, Herbert Elvin, Joe |                                                                          | (en) |
| 1900  | Army Life                                    | Paul, Robert W.             |                                        |                                                                          | (en) |
| 1900  | Porte monumentale                            | Méliès, Georges             |                                        | France                                                                   | (en) |
| 1900  | La Rue des nations                           | Méliès, Georges             |                                        | France                                                                   | (en) |
| 1900  | Les Sept Péchés capitaux                     | Méliès, Georges             |                                        | France                                                                   | (en) |
| 1902  | Bluebeard                                    |                             | Leno, Dan Conquest, Arthur             |                                                                          | (en) |
| 1902  | Dan Leno and Herbert Campbell Edit "The Sun" |                             | Leno, Dan Conquest, Arthur             |                                                                          | (en) |
| 1904  | Barbier de Séville, Le                       | Méliès, Georges             |                                        |                                                                          | (en) |
| 1905  | Adventures of Sherlock Holmes                | Blackton, J. Stuart         | Costello, Maurice                      |                                                                          | (en) |
| 1906  | Blomsterpigen                                |                             |                                        | Danemark                                                                 | (en) |
| 1906  | Caros død                                    |                             | Alvar, Hjalmar Petersen, Robert Storm  | Danemark                                                                 | (en) |
| 1907  | Aftensmaden                                  |                             |                                        | Danemark - Le film fait partie de la série Ripp og Rapp                  | (en) |
| 1907  | Akrobater                                    |                             |                                        | Danemark - Le film fait partie de la série Ripp og Rapp                  | (en) |
| 1907  | Bokserparodi                                 |                             |                                        | Danemark                                                                 | (en) |
| 1907  | Bryder Parodi                                |                             |                                        | Danemark                                                                 | (en) |
| 1907  | The Viking's Bride                           | Fitzhamon, Lewin            |                                        | Royaume-Uni                                                              | |
| 1908  | L'Ascension de la rosière                    | Méliès, Georges             |                                        | France                                                                   | Malthête, Jacques (Octobre 1982), "Sur les traces des 'Star' Films disparus", Les dossiers de la cinémathèque, 10, p. 52–67 |
| 1908  | Alene i Verden                               |                             |                                        | Danemark                                                                 | (en) |
| 1908  | Berlin på kryds og tværs                     |                             |                                        | Danemark - Film documentaire                                             | (en) |
| 1908  | Blind                                        |                             |                                        | Danemark                                                                 | (en) |
| 1908  | Dr. Jekyll and Mr. Hyde                      | Otis Turner                 |                                        | États-Unis                                                               | |
| 1908  | Budapest                                     |                             |                                        | Danemark                                                                 | (en) |
| 1908  | Fairylogue and Radio-Plays, The (en)         | Boggs, Francis Turner, Otis | Baum, L. Franck                        | Première adaptation du roman Le Magicien d'Oz et plusieurs de ses suites | (en) |
| 1908  | The Viking's Daughter                        | Blackton, J. Stuart         | Florence Lawrence                      | États-Unis                                                               | |
| 1909  | Adele's Wash Day                             |                             |                                        |                                                                          | (en) |
| 1909  | Apachepigens Hævn                            | Alstrup, Carl               | Sannom, Emilie Alstrup, Carl           | Danemark                                                                 | (en) |
| 1909  | Bride of Lammermoor, The                     | Blackton, J. Stuart         | Kellerman, Annette Costello, Maurice   |                                                                          | (en) |

## Les années 1910
| Année | Titre                                            | Réalisateur                          | Distribution                            | Note | Source                                                                   |
| ----- | ------------------------------------------------ | ------------------------------------ | --------------------------------------- | --- | ------------------------------------------------------------------------ |
| 1910  | The Last of the Saxons                           | Blackton, J. Stuart                  | Young, James, Young, Clara Kimball      | |                                                                          |
| 1911  | Actress and the Singer, The                      | Solter, Harry                        | Lawrence, Florence                      | | (en)                                                                     |
| 1911  | Immortal Alamo, The                              | Haddock, William F.                  | Ford, Francis                           | Produit par Gaston Méliès, frère de Georges Méliès                                                                                                  | (en)                                                                     |
| 1912  | Honor of the Family, The (en)                    |                                      | Chaney, Lon                             | Premier film avec Lon Chaney (non crédité) | (en)                                                                     |
| 1912  | Saved from the Titanic                           | Étienne Arnaud                       | Dorothy Gibson                          | Premier film à raconter l'histoire du Titanic - Détruit dans un incendie en 1914.                                                                   |                                                                          |
| 1913  | Adrienne Lecouvreur                              | Mercanton, Louis Desfontaines, Henri | Bernhardt, Sarah                        | | (en)                                                                     |
| 1913  | Battle of Gettysburg, The (en)                   | Giblyn, Charles Ince, Thomas H.      | Willard Mack French, Charles K.         | | (en)                                                                     |
| 1913  | Loup-garou, Le                                   | MacRae, Henry                        | Burton, Clarence Walcamp, Marie         | Premier film de loup-garou, détruit par le feu en 1924                                                                                              | (en)                                                                     |
| 1914  | A Study in Scarlet                               | Pearson, George                      | Bragington, James                       | La première adaptation en long métrage d'une histoire de Sherlock Holmes                                                                            | (en)                                                                     |
| 1914  | Absinthe                                         | Brenon, Herbert                      | Baggot, King                            | | (en)                                                                     |
| 1914  | Active Life of Dolly of the Dailies, The (en)    | Edwin, Walter                        | Fuller, Mary                            | | (en)                                                                     |
| 1914  | Battle of the Sexes, The (en)                    | Griffith, D. W.                      | Gish, Lillian                           | | (en)                                                                     |
| 1914  | Escape, The                                      | Griffith, D. W.                      | Crisp, Donald                           | | (en)                                                                     |
| 1914  | Flirt de Mabel, Le (Her Friend the Bandit)       | Chaplin, Charlie                     | Chaplin, Charlie Normand, Mabel         | L'un des deux seuls films perdus avec Charlie Chaplin                                                                                               |                                                                          |
| 1914  | Jungle, The                                      | George Irving Pratt, John H.         | Nash, George                            | La seule adaptation au cinéma du roman éponyme d'Upton Sinclair                                                                                     |                                                                          |
| 1914  | The Viking Queen                                 | Edwin, Walter                        | Fuller, Mary, Ogle, Charles             | |                                                                          |
| 1915  | A Woman’s Resurrection                           | Edwards, J. Gordon                   | Nansen, Betty Kelly, William J.         | | (en)                                                                     |
| 1915  | Anna Karenina                                    | Edwards, J. Gordon                   | Nansen, Betty José, Edward              | La première adaptation américaine du roman | (en)                                                                     |
| 1915  | Celebrated Scandal, The                          | Durkin, James                        | Nansen, Betty José, Edward              | | (en)                                                                     |
| 1915  | Life Without Soul (en)                           | Smiley, Joseph W.                    | Standing, Percy                         | Le second film tiré du roman Frankenstein | (en)                                                                     |
| 1915  | The Two Orphans (en)                             | Brenon, Herbert                      | Bara, Theda                             | | (en)                                                                     |
| 1915  | Titanic                                          | Mazzolotti, Pier Angelo              |                                         | |                                                                          |
| 1915  | El drama del 15 de octubre                       | Francesco et Vincenzo Di Domenico    |                                         | |                                                                          |
| 1916  | A Daughter of the Gods (en)                      | Brenon, Herbert                      | Kellerman, Annette                      | Quelques mètres de pellicule étaient conservés au Musée du Cinéma de Londres, mais aujourd'hui disparus                                             | (en)                                                                     |
| 1916  | Devil's Double, The                              | Hart, William S.                     | Hart, William S. McKim, Robert          | | (en)                                                                     |
| 1916  | Adventures of Peg o' the Ring, The               | Ford, Francis et Jaccard, Jacques    | Cunard, Grace Ford, Francis             | | (en)                                                                     |
| 1916  | Aryan, The (en)                                  | Ince, Thomas H.                      | Hart, Williams S. Love, Bessie          | | (en)                                                                     |
| 1916  | Fall of a Nation, The (en)                       | Dixon, Thomas                        | Huling, Lorraine                        | Quelques chutes ont survécu | (en)                                                                     |
| 1916  | Phantom der Oper, Das                            | Matray, Ernst                        | Chrisander, Nils Olaf Egede-Nissen, Aud | Première adaptation du roman Le Fantôme de l'Opéra                                                                                                  | (en)                                                                     |
| 1916  | Roméo et Juliette (en)                           | Edwards, J. Gordon                   | Bara, Theda                             | | (en)                                                                     |
| 1916  | Vita futurista                                   | Ginna, Arnaldo                       | Marinetti Balla, Giacomo                | Du film, détruit en 1958 lors de sa restauration, il ne subsiste que quelques images                                                                |                                                                          |
| 1917  | Fatty m'assiste (A Country Hero                  | Arbuckle, Roscoe                     | Arbuckle, Roscoe Keaton, Buster         | | (en)                                                                     |
| 1917  | Adventures of Buffalo Bill, The                  |                                      | Cody, William F.                        | Documentaire sur le colonel William F. Cody alias Buffalo Bill                                                                                      | (en)                                                                     |
| 1917  | Apóstol, El                                      | Cristiani, Quirino                   |                                         | Toutes les copies de ce premier long métrage d'animation furent détruites par le feu en 1926 dans les coffres du producteur Federico Valle          | (en) « (en) »(Archive.org • Wikiwix • Archive.is • Google • Que faire ?) |
| 1917  | Cléopâtre (Cleopatra)                            | Edwards, J. Gordon                   | Bara, Theda                             | Il fut brûlé dans un incendie qui toucha le studio Fox Film Corporation et aujourd'hui le film n'en subsiste que 2 fragments de 20 secondes chacun. | (en)                                                                     |
| 1917  | Golem und die Tänzerin, Der (en)                 | Wegener, Paul                        |                                         | Première suite d'un film d'horreur | (en)                                                                     |
| 1917  | Gulf Between, The (en)                           | Physioc, Wray Bartlett               | Darmond, Grace Welch, Niles             | Premier film en Technicolor, seuls quelques photogrammes ont survécu                                                                                | (en)                                                                     |
| 1917  | Life's Whirlpool                                 | Barrymore, Lionel                    | Barrymore, Ethel                        | Tiré du roman McTeague de Frank Norris | (en)                                                                     |
| 1917  | Magda                                            | Chautard, Émile                      | Young, Clara Kimball Valkyrien, Valda   | | (en)                                                                     |
| 1918  | Alraune                                          | Kertész, Mihály (Michael Curtiz)     | Gál, Gyula Szöllösi, Rózsi              | |                                                                          |
| 1918  | Lune de miel imprévue (The Accidental Honeymoon) | Perret, Léonce                       | Warwick, Robert Hammerstein, Elaine     | Une bobine sur les cinq a été préservée | (en)                                                                     |
| 1918  | Douglas au pays des mosquées (Bound in Morocco)  | Dwan, Allan                          | Fairbanks, Douglas                      | | (en)                                                                     |
| 1918  | Great Love, The (en)                             | Griffith, D. W.                      | Gish, Lillian                           | | (en)                                                                     |
| 1918  | Greatest Thing in Life, The (en)                 | Griffith, D. W.                      | Gish, Lillian                           | | (en)                                                                     |
| 1918  | Kaiser, Beast of Berlin, The                     | Julian, Rupert                       | Julian, Rupert                          | Premier fim de propagande sur la Première Guerre mondiale                                                                                           | (en)                                                                     |
| 1918  | Romance of Tarzan, The (en)                      | Sidney, Scott                        | Lincoln, Elmo                           | La seconde adaptation de Tarzan | (en)                                                                     |
| 1918  | Salomé (Salome)                                  | Edwards, J. Gordon                   | Bara, Theda                             | | (en)                                                                     |
| 1918  | Savage Woman, The                                | Mortimer, Edmund                     | Young, Clara Kimball Sills, Milton      | | (en)                                                                     |
| 1918  | Sin dejar rastros                                | Cristiani, Quirino                   |                                         | Second long métrage d'animation. Saisi par la police et perdu au Ministère des affaires étrangères                                                  | (en) « (en) »(Archive.org • Wikiwix • Archive.is • Google • Que faire ?) |
| 1918  | That Devil, Bateese (en)                         | Wolbert, William                     | Chaney, Lon                             | | (en)                                                                     |
| 1919  | Roi de la prairie, Le (The Ace of the Saddle)    | Ford, John                           | Carey, Harry                            | | (en)                                                                     |
| 1919  | Anne of Green Gables                             | Taylor, William Desmond              | Minter, Mary Miles                      | | (en)                                                                     |
| 1919  | Homesteader, The (en)                            | Micheaux, Oscar                      | Preer, Evelyn                           | | (en)                                                                     |
| 1919  | Knickerbocker Buckaroo, The                      | Parker, Albert                       | Fairbanks, Douglas                      | | (en)                                                                     |
| 1919  | Hommes marqués, Les (Marked Men)                 | Ford, John                           | Carey, Harry                            | | (en)                                                                     |

## Les années 1920
| Année | Titre                                            | Réalisateur                             | Distribution                                | Note | Source |
| ----- | ------------------------------------------------ | --------------------------------------- | ------------------------------------------- | --- | ------ |
| 1920  | Devil's Passkey, The                             | Von Stroheim, Erich                     | White, Leo                                  | | (en)   |
| 1920  | Prince of Avenue A, The (en)                     | Ford, John                              | Corbett, James J. Cummings, Richard         | | (en)   |
| 1920  | Revenge of Tarzan, The (en)                      | Revier, Harry Merrick, George M.        | Pollar, Gene                                | Troisième adaptation de Tarzan | (en)   |
| 1921  | A Connecticut Yankee in King Arthur's Court      | Flynn, Emmett J.                        | Myers, Harry                                | | (en)   |
| 1921  | Freeze-Out, The (en)                             | Ford, John                              | Carey, Harry                                | | (en)   |
| 1921  | Humor Risk (en)                                  | Smith, Richard                          | Marx Brothers                               | Il est probable que ce film ne soit jamais sorti au cinéma | (en)   |
| 1921  | The Lotus Eater                                  | Neilan, Marshall                        | Barrymore, John Moore, Colleen              | | (en)   |
| 1921  | Reine de Saba, La (Queen of Sheba)               | Edwards, J. Gordon                      | Blythe, Betty Leiber, Fritz                 | | (en)   |
| 1921  | Sehnsucht                                        | Murnau, F. W.                           | Veidt, Conrad                               | | (en)   |
| 1922  | Clarence                                         | de Mille, William C.                    | Reid, Wallace Menjou, Adolphe               | | (en)   |
| 1922  | Man to Man                                       | Stuart Paton                            | Harry Carey Lillian Rich                    | États-Unis |        |
| 1922  | Maria                                            | Alfredo del Diestro Máximo Calvo Olmedo |                                             | Colombie |        |
| 1922  | Number Thirteen                                  | Hitchcock, Alfred                       | Clare Greet Ernest Thesiger                 | |        |
| 1922  | Once Upon a Time/Scheherazade                    | Bryan Owen, Ruth                        |                                             | États-Unis |        |
| 1923  | Daring Years, The (en)                           | Webb, Kenneth S.                        | Harris, Mildred Bow, Clara                  | | (en)   |
| 1923  | Drakula halála                                   | Lajthay, Károly                         | Askonas, Paul                               | | (en)   |
| 1923  | Hollywood                                        | Cruze, James                            |                                             | Le film contenait plusieurs caméos de stars de film muet jouant leur propre rôle | (en)   |
| 1923  | Hoodman Blind (en)                               | Ford, John                              | Butler, David Hulette, Gladys               | | (en)   |
| 1923  | World's Applause, The                            | de Mille, William C.                    | Daniels, Bebe                               | | (en)   |
| 1924  | Aventures d'Octobrine, Les                       | Trauberg, Leonid Kozintsev, Grigori     |                                             | |        |
| 1924  | Mon grand (So Big)                               | Brabin, Charles                         | Moore, Colleen                              | | (en)   |
| 1924  | Tragedia del silencio, La                        | Acevedo Vallarino, Arturo               |                                             | Partiellement perdu (un extrait de 22 minutes et 45 secondes est conservé dans les archives de la Fondation du patrimoine filmique colombien)                                           |        |
| 1925  | Champion, Le (The Fighting Heart)                | Ford, John                              | O'Brien, George Dove, Billie                | | (en)   |
| 1925  | Madame Sans-Gêne                                 | Perret, Léonce                          | Swanson, Gloria                             | | (en)   |
| 1925  | That Royle Girl                                  | Griffith, D. W.                         | Fields, W. C.                               | | (en)   |
| 1925  | The Sky Raider                                   | T. Hayes Hunter                         | Charles Nungesser                           | | [ 2 ]  |
| 1926  | A Social Celebrity (en)                          | St. Clair, Malcolm                      | Adolphe, Menjou Brooks, Louise              | En 1957 une bobine se détériora, et plus tard une autre brûla | (en)   |
| 1926  | A Woman of the Sea (en)                          | Von Sternberg, Josef                    | Purviance, Edna                             | Produit par Charlie Chaplin, et détruit par lui-même en 1933 | (en)   |
| 1926  | Arirang (en)                                     | Woon-gyu, Na                            | Woon-gyu, Na                                | Film coréen, selon une rumeur, une copie serait en possession d'un collectionneur japonais, décédé en février 2005                                                                      | (en)   |
| 1926  | Cat's Pajamas, The                               | Wellman, William A.                     | Bronson, Betty                              | | (en)   |
| 1926  | Gatsby le Magnifique (The Great Gatsby)          | Brenon, Herbert                         | Baxter, Warner Wilson, Lois Powell, William | | (en)   |
| 1926  | Just Another Blonde                              | Santell, Alfred                         | Brooks, Louise                              | | (en)   |
| 1926  | Mountain Eagle, The                              | Hitchcock, Alfred                       | Naldi, Nita                                 | | (en)   |
| 1926  | Rebelles de la Volga, Les                        | Petrov-Bytov, Paul                      | Galič, S.                                   | |        |
| 1927  | Babe Comes Home                                  | Wilde, Ted                              | Nilsson, Anna Q.                            | | (en)   |
| 1927  | Cité maudite, La (The City Gone Wild)            | Cruze, James                            | Brooks, Louise                              | | (en)   |
| 1927  | Frères ennemis (Rolled Stockings)                | Rosson, Richard                         | Brooks, Louise                              | | (en)   |
| 1927  | Plus de chapeau (Hats Off)                       | Hal Yates                               | Laurel et Hardy                             | | (en)   |
| 1927  | Londres après minuit (London After Midnight)     |                                         | Chaney, Lon Day, Marceline                  | Tourné à nouveau en 2002 en utilisant des photos et le scénario du film d'origine | (en)   |
| 1927  | Potters, The                                     | Newmeyer, Fred C.                       | Fields, W. C.                               | | (en)   |
| 1927  | Pour l'amour de Mike (For the Love of Mike)      | Capra, Frank                            | Colbert, Claudette                          | | (en)   |
| 1927  | Quand la chair succombe (The Way of All Flesh)   | Fleming, Victor                         | Jannings, Emil                              | Le seul film oscarisé à avoir été perdu | (en)   |
| 1927  | Taxi! Taxi! (en)                                 | Brown, Melville W.                      | Horton, Edward Everett                      | | (en)   |
| 1927  | Un homme en habit (Evening Clothes)              | Reed, Luther                            | Menjou, Adolphe, Brooks, Louise             | | (en)   |
| 1928  | Les Quatre Diables (4 Devils)                    | Murnau, F. W.                           | Gaynor, Janet                               | | (en)   |
| 1928  | Air Circus, The                                  | Hawks, Howard                           | Lake, Arthur Carol, Sue                     | | (en)   |
| 1928  | Cavalier, The                                    | Willat, Irvin                           | Talmadge, Richard                           | | (en)   |
| 1928  | Rafle, La (The Dragnet)                          | Von Sternberg, Josef                    | Powell, William Brent, Evelyn               | | (en)   |
| 1928  | Dry Martini                                      | Abbadie d'Arrast, Harry d'              | Astor, Mary                                 | | (en)   |
| 1928  | Gentlemen Prefer Blondes (en)                    | St. Clair, Malcolm                      | White, Alice Taylor, Ruth                   | La première version d'une histoire d'Anita Loos | (en)   |
| 1928  | Ladies of the Mob (en)                           | Wellman, William A.                     | Bow, Clara                                  | | (en)   |
| 1928  | Last Moment, The                                 | Fejos, Paul                             | Hale, Georgia Matieson, Otto                | | (en)   |
| 1928  | Manhattan Cocktail                               | Arzner, Dorothy                         | Carroll, Nancy Arlen, Richard               | | (en)   |
| 1928  | Les Pilotes de la mort (Legion of the Condemned) | Wellman, William A.                     | Wray, Fay Cooper, Gary                      | | (en)   |
| 1928  | Street of Sin, The                               | Stiller, Mauritz                        | Jannings, Emil Wray, Fay                    | | (en)   |
| 1928  | Tarzan the Mighty (en)                           | Nelson, Jack Taylor, Ray                | Merrill, Frank                              | | (en)   |
| 1928  | Thérèse Raquin (en)                              | Feyder, Jacques                         | Manès, Gina                                 | | (en)   |
| 1929  | Queen of the Night Clubs (en)                    | Foy, Bryan                              | Guinan, Texas                               | | (en)   |
| 1929  | L'Île mystérieuse (Mysterious Island             | Lucien Hubbard                          | Lionel Barrymore                            | La copie couleur du film n'a pas survécu. Il existe seulement une bobine teintée, avec des ordres de Technicolor[pas clair]. Elle est conservée aux archives filmographiques de l'UCLA. |        |

## Les années 1930
| Année | Titre                                                                     | Réalisateur                           | Distribution                            | Note | Source |
| ----- | ------------------------------------------------------------------------- | ------------------------------------- | --------------------------------------- | --- | ------ |
| 1930  | Hit the Deck (en)                                                         | Reed, Luther                          | Oakie, Jack Walker, Polly               | | (en)   |
| 1930  | Chanson de l'Ouest (Song of the West)                                     | Enright, Ray                          | Boles, John Brown, Joe E.               | Le film s'est détérioré rapidement à cause de la nature instable des premières pellicules bi-color. À l'époque, personne ne s'est rendu compte que le film n'était plus utilisable.                  | (en)   |
| 1931  | Honor of the Family                                                       | Bacon, Llyod                          | Williams, Warren Daniels, Bebe          | | (en)   |
| 1931  | Peludópolis                                                               | Cristiani, Quirino                    |                                         | Tous les films de Quirino Cristiani sont perdus. La seule copie connue de Peludópolis fut brûlée en 1961                                                                                             | (en)   |
| 1932  | Alam Ara                                                                  | Irani, Ardeshir                       |                                         | Premier film sonore indien | (en)   |
| 1933  | Convention City (en)                                                      | Mayo, Archie                          | Blondell, Joan Powell, Dick Kibbee, Guy | | (en)   |
| 1933  | La Main de singe (The Monkey's Paw)                                       | Ruggles, Wesley Schoedsack, Ernest B. |                                         | | (en)   |
| 1934  | Murder at Monte Carlo                                                     | Ince, Ralph                           | Flynn, Errol                            | | (en)   |
| 1938  | King Kong Appears in Edo (en) Edo ni arawareta Kingu Kongu: Henge no maki | Kumagai, Sôya                         | Hibiki, Ryutaro                         | | (en)   |
| 1938  | Too Much Johnson                                                          | Welles, Orson                         | Cotten, Joseph                          | La pellicule et le négatif ont été détruits dans un incendie dans la maison d'Orson Welles en Espagne en 1971. Néanmoins, une copie a été retrouvée depuis, et restaurée en Italie[réf. nécessaire]. | (en)   |

## Décennies suivantes
| Année | Titre                                   | Réalisateur      | Distribution                      | Note                                                                       | Source |
| ----- | --------------------------------------- | ---------------- | --------------------------------- | -------------------------------------------------------------------------- | ------ |
| 1942  | Brother Martin: Servant of Jesus        | Spencer Williams |                                   |                                                                            |        |
| 1944  | Escape Episode                          | Kenneth Anger    |                                   |                                                                            |        |
| 1948  | The Betrayal                            | Oscar Micheaux   |                                   |                                                                            |        |
| 1966  | Tiger Boy                               | Chang Cheh       | Jimmy Wang Yu, Lo Lieh, Cheng Lei |                                                                            |        |
| 1973  | Sunseed                                 | Frederick Cohn   |                                   |                                                                            |        |
| 1974  | Him                                     | Ed D. Louie      |                                   | Un film X gay sur un jeune homme fasciné érotiquement par la vie de Jésus. |        |
| 1984  | New York, New York bis[réf. nécessaire] | Chantal Akerman  |                                   | Court-métrage                                                              |        |